# West Sharyland (Teksas)
West Sharyland je naseljeno mjesto za statističke potrebe u američkoj saveznoj državi Teksas. Prema popisu stanovništva iz 2010. u njemu je živjelo 2.309 stanovnika.